# Southern California Open 2013 - Qualificazioni singolare
Le qualificazioni del singolare  dello  Southern California Open 2013 sono state un torneo di tennis preliminare per accedere alla fase finale della manifestazione. I vincitori dell'ultimo turno sono entrati di diritto nel tabellone principale. In caso di ritiro di uno o più giocatori aventi diritto a questi sono subentrati i lucky loser, ossia i giocatori che hanno perso nell'ultimo turno ma che avevano una classifica più alta rispetto agli altri partecipanti che avevano comunque perso nel turno finale.

## Teste di serie
1. Marina Eraković (qualificata)
2. Sesil Karatančeva (qualificata)
3. Olga Savchuk (ultimo turno)
4. Maria Elena Camerin (secondo turno)

1. Nicole Gibbs (ultimo turno)
2. Sachie Ishizu (qualificata)
3. Petra Rampre (secondo turno)
4. Sachia Vickery (secondo turno)

## Qualificate
1. Marina Eraković
2. Sesil Karatančeva

1. Coco Vandeweghe
2. Sachie Ishizu

## Tabellone

### Legenda
| - Q = Qualificato - WC = Wild card - LL = Lucky loser | - ALT = Alternate - SE = Special Exempt - PR = Protected Ranking | - w/o = Walkover - r = Ritirato - d = Squalificato |

### Sezione 1
|  | Primo turno   | Primo turno        | Primo turno        | Primo turno | Primo turno |  |  | Secondo turno | Secondo turno   | Secondo turno | Secondo turno | Secondo turno |   |   | Ultimo turno | Ultimo turno    | Ultimo turno | Ultimo turno | Ultimo turno |  |
|  |               |                    |                    |             |             |  |  |               |                 |               |               |               |   |   |              |                 |              |              |              |  |
|  | 1             | Marina Eraković    | Marina Eraković    | 6           | 6           |  |  |               |                 |               |               |               |   |   |              |                 |              |              |              |  |
|  | WC            | Zoe Gwen Scandalis | Zoe Gwen Scandalis | 2           | 0           |  |  | 1             | Marina Eraković | 5             | 6             | 6             |   |   |              |                 |              |              |              |  |
|  | WC            | Jan Abaza          | Jan Abaza          | 6           | 6           |  |  | WC            | Jan Abaza       | 7             | 1             | 1             |   |   |              |                 |              |              |              |  |
|  | WC            | Emily Harman       | Emily Harman       | 1           | 4           |  |  |               |                 |               |               |               |   |   | 1            | Marina Eraković | 6            | 4            | 6            |  |
|  | Jill Craybas  | Jill Craybas       | 3                  | 6           | 4           |  |  |               |                 | 5             | Nicole Gibbs  | 0             | 6 | 2 |              |                 |              |              |              |  |
|  | Julia Boserup | Julia Boserup      | 6                  | 2           | 6           |  |  |               | Julia Boserup   | Julia Boserup | 2             | 3             |   |   |              |                 |              |              |              |  |
|  | WC            | Brianna Morgan     | Brianna Morgan     | 2           | 0           |  |  | 5             | Nicole Gibbs    | Nicole Gibbs  | 6             | 6             |   |   |              |                 |              |              |              |  |
|  | 5             | Nicole Gibbs       | Nicole Gibbs       | 6           | 6           |  |  |               |                 |               |               |               |   |   |              |                 |              |              |              |  |

### Sezione 2
|  | Primo turno    | Primo turno       | Primo turno       | Primo turno    | Primo turno |  |  | Secondo turno | Secondo turno     | Secondo turno | Secondo turno | Secondo turno |   |   | Ultimo turno | Ultimo turno      | Ultimo turno | Ultimo turno | Ultimo turno |  |
|  |                |                   |                   |                |             |  |  |               |                   |               |               |               |   |   |              |                   |              |              |              |  |
|  | 2              | Sesil Karatančeva | Sesil Karatančeva | 6              | 6           |  |  |               |                   |               |               |               |   |   |              |                   |              |              |              |  |
|  |                | Chieh-yu Hsu      | Chieh-yu Hsu      | 1              | 2           |  |  | 2             | Sesil Karatančeva | 3             | 6             | 6             |   |   |              |                   |              |              |              |  |
|  |                | Katalin Marosi    | Katalin Marosi    | 6              | 6           |  |  |               | Katalin Marosi    | 6             | 4             | 2             |   |   |              |                   |              |              |              |  |
|  | WC             | Julia Moriarty    | Julia Moriarty    | 3              | 2           |  |  |               |                   |               |               |               |   |   | 2            | Sesil Karatančeva | 6            | 6            | 6            |  |
|  | Ivana Lisjak   | Ivana Lisjak      | Ivana Lisjak      | Ivana Lisjak   | w/o         |  |  |               |                   |               | Ivana Lisjak  | 7             | 3 | 1 |              |                   |              |              |              |  |
|  | Abigail Spears | Abigail Spears    | Abigail Spears    | Abigail Spears |             |  |  |               | Ivana Lisjak      | 6             | 4             | 6             |   |   |              |                   |              |              |              |  |
|  |                | Natalie Grandin   | Natalie Grandin   | 1              | 3           |  |  | 8             | Sachia Vickery    | 2             | 6             | 3             |   |   |              |                   |              |              |              |  |
|  | 8              | Sachia Vickery    | Sachia Vickery    | 6              | 6           |  |  |               |                   |               |               |               |   |   |              |                   |              |              |              |  |

### Sezione 3
|  | Primo turno | Primo turno         | Primo turno         | Primo turno | Primo turno |  |  | Secondo turno | Secondo turno   | Secondo turno   | Secondo turno   | Secondo turno   |   |   | Ultimo turno | Ultimo turno | Ultimo turno | Ultimo turno | Ultimo turno |  |
|  |             |                     |                     |             |             |  |  |               |                 |                 |                 |                 |   |   |              |              |              |              |              |  |
|  | 3           | Olga Savchuk        | Olga Savchuk        | 6           | 6           |  |  |               |                 |                 |                 |                 |   |   |              |              |              |              |              |  |
|  | WC          | Zhang Xue           | Zhang Xue           | 0           | 0           |  |  | 3             | Olga Savchuk    | Olga Savchuk    | 6               | 6               |   |   |              |              |              |              |              |  |
|  | WC          | Kelly Shaffer       | Kelly Shaffer       | 2           | 1           |  |  | WC            | Allie Will      | Allie Will      | 1               | 0               |   |   |              |              |              |              |              |  |
|  | WC          | Allie Will          | Allie Will          | 6           | 6           |  |  |               |                 |                 |                 |                 |   |   | 3            | Olga Savchuk | Olga Savchuk | 63           | 3            |  |
|  |             | Coco Vandeweghe     | Coco Vandeweghe     | 6           | 6           |  |  |               |                 |                 | Coco Vandeweghe | Coco Vandeweghe | 7 | 6 |              |              |              |              |              |  |
|  | WC          | Stephanie Hoffpauir | Stephanie Hoffpauir | 2           | 3           |  |  |               | Coco Vandeweghe | Coco Vandeweghe | 6               | 6               |   |   |              |              |              |              |              |  |
|  | WC          | Amanda Fink         | 4                   | 6           | 2           |  |  | 7             | Petra Rampre    | Petra Rampre    | 4               | 4               |   |   |              |              |              |              |              |  |
|  | 7           | Petra Rampre        | 6                   | 3           | 6           |  |  |               |                 |                 |                 |                 |   |   |              |              |              |              |              |  |

### Sezione 4
|  | Primo turno     | Primo turno         | Primo turno         | Primo turno       | Primo turno |  |  | Secondo turno | Secondo turno       | Secondo turno | Secondo turno | Secondo turno |               |     | Ultimo turno | Ultimo turno        | Ultimo turno        | Ultimo turno        | Ultimo turno |  |
|  |                 |                     |                     |                   |             |  |  |               |                     |               |               |               |               |     |              |                     |                     |                     |              |  |
|  | 4               | Maria Elena Camerin | Maria Elena Camerin | 6                 | 6           |  |  |               |                     |               |               |               |               |     |              |                     |                     |                     |              |  |
|  | WC              | Elizabeth Lumpkin   | Elizabeth Lumpkin   | 3                 | 4           |  |  | 4             | Maria Elena Camerin | 4             | 6             | 68            |               |     |              |                     |                     |                     |              |  |
|  | WC              | Alexandra Stevenson | Alexandra Stevenson | 6                 | 6           |  |  | WC            | Alexandra Stevenson | 6             | 2             | 7             |               |     |              |                     |                     |                     |              |  |
|  | WC              | Gabrielle DeSimone  | Gabrielle DeSimone  | 3                 | 2           |  |  |               |                     |               |               |               |               |     | WC           | Alexandra Stevenson | Alexandra Stevenson | Alexandra Stevenson |              |  |
|  | Alicja Rosolska | Alicja Rosolska     | Alicja Rosolska     | 2                 | 2           |  |  |               |                     | 6             | Sachie Ishizu | Sachie Ishizu | Sachie Ishizu | w/o |              |                     |                     |                     |              |  |
|  | Asia Muhammad   | Asia Muhammad       | Asia Muhammad       | 6                 | 6           |  |  |               | Asia Muhammad       | 6             | 4             | 5             |               |     |              |                     |                     |                     |              |  |
|  |                 | Raquel Kops-Jones   | Raquel Kops-Jones   | Raquel Kops-Jones |             |  |  | 6             | Sachie Ishizu       | 4             | 6             | 7             |               |     |              |                     |                     |                     |              |  |
|  | 6               | Sachie Ishizu       | Sachie Ishizu       | Sachie Ishizu     | w/o         |  |  |               |                     |               |               |               |               |     |              |                     |                     |                     |              |  |